# Мойсіюк Василь Васильович
Васи́ль Васи́льович Мойсіюк (нар. 16 червня 1960, П'яннє) — український хоровий диригент, керівник камерного хору «Оранта» (м. Луцьк), заслужений діяч мистецтв України.

## Біографія
Народився 16 червня 1960 року в селі П'яннє (Рівненська область). Закінчив Луцьке музичне училище та Київську державну консерваторію ім. П. Чайковського (клас професора М. А. Берденникова, хоровий клас професора П. І. Муравського). 
Перша практика була у народному хорі тролейбусного управління Києва, де він працював хормейстером разом із онуком Миколи Лисенка — Віталієм Романовичем. А згодом була цікава і пізнавальна робота хормейстера в знаменитому хорі хлопчиків «Дзвіночок», керівником якого була Е. П. Виноградова. 
З 1984 р. працює викладачем в Луцькому музичному училищі. Нині очолює відділ хорових дисциплін у Луцькому училищі культури та мистецтв ім. І.Стравінського.
З 2001 р. В. Мойсіюк також є викладачем Інституту мистецтв Волинського національного університету ім. Лесі Українки, 2007 р. — керівником академічного хору інституту.
В 1999 р. у номінації «Митець року» Василь Васильович був названий людиною року Волинського краю.
За вагомі здобутки у творчій діяльності, вклад у розвиток хорового мистецтва, високу виконавську майстерність, та той внесок, який він зробив у духовне відродження українців В. Мойсіюк у 2006 р. був удостоєний премії Ігоря Стравінського, а через декілька місяців отримав почесне звання «Заслужений діяч мистецтв України».
Від 1990 року — музичний директор і диригент Камерного хору «Оранта».
Одружений. Дружина — Оксана Мойсіюк, піаністка. Має сина та доньку.

## Нагороди хору
- Гран-прі на конкурсі хорів Автокефальної церкви (Львів, 1991 р.)
- I місце на II Міжнародному конкурсі хорових колективів ім. Лесі Українки в 1994 р. в м. Луцьку, а також гран-прі III та IV в 1996 р. та 2006 р. відповідно.
- Лауреат на Міжнародному фестивалі хорової музики «Caja Salamanca y Soria» (Іспанія, 1997 р.)
- I місце на XVII Міжнародному конкурсі церковної музики (м. Гайнувка, Республіка Польща 1998 р.)
- I місце на Міжнародному конкурсі «Музика світу» (м. Фівізано (Італія), 1999 р.)
- Лауреат на V хор-фесті «Золотоверхий Київ» (м. Київ, 2001 р.)
- II місце на IV конкурсі хорової музики ім. М. Леонтовича (м Київ, 2002 р.)
- Лауреат обласної літературно-мистецької премії ім. Агатангела Кримського (1994 р.)

Значимою подією для хору стала участь в 1993 р. в інтронізації Патріарха Володимира (Романюка), «Оранта» співала всенічну в Кафедральному Володимирському соборі та літургію в соборі святої Софії Київської.